# General Pacheco
General Pacheco  é uma cidade que se situa na província de Buenos Aires , esta na zona centro-oeste da província e faz parte da Grande Buenos Aires.

## População
Segundo o ultimo censo em 2001 a cidade possui uma população de 43,287 habitantes.

## Economia
Na economia da cidade, destaca-se a indústria automobilística que possui montadoras da Ford e Volkswagen.
Nesta planta onde é produzido o Ford Focus.

## Filhos Ilustres
- Darío Conca - futebolista que atuou no Fluminense Football Club.